# Sama
Sama is de Arabische term voor een soefi ceremonie waarbij sprake is van muziek en zang, vaak in combinatie met gemeenschappelijke dhikr. De Mevlevi- en Chistiyya-orden staan bekend om hun toepassing van muziek en dans. Sommige soefi-orden trainen hun leden om hun emoties tijdens de sama' ceremonie onder controle te houden, terwijl bij andere orden gecontroleerde lichaamsbewegingen de muziek volgen en sommige deelnemers zelfs een extatische toestand kunnen bereiken, waarbij ze schreeuwen, huilen, dansen en uiteindelijk uitgeput ineenzakken.
In de Mevlevi-orde (de draaiende derwisjen) bestaat de belangrijkste gemeenschappelijke ceremonie uit een combinatie van muziek en een gracieuze ronddraaiende dansbeweging, die langzaam begint en steeds sneller verloopt. Hun ceremonie is opgenomen in de UNESCO lijst van Immaterieel Cultureel Erfgoed.